# 고덕 롯데캐슬 베네루체
세련된 외부 커튼월룩, 고급 내장재와 리조트 포레스트 조경으로 유명한 아파트.

#### 1. 개요
완공되던 해인 2019년, 롯데건설에서 추가로 100억을 투자하여 고급화 적용 및 리조트 조경을 강화할 정도로 공을 들였다. 서울특별시 강동구 상일동 고덕 주공7단지를 재건축한 단지로 20개동 총 1,859세대로 이루어져 있다. 2019년 12월 30일에 입주를 시작하였고, 2024년 현재 5년차 신축 아파트다.
베네루체(Beneluce)는 롯데캐슬이 새로 런칭한 롯데캐슬 세부 브랜드명으로, Beneluce는 이탈리아어로 '좋은 빛'이라는 뜻을 지니고 있다.
고덕 지구 인근 여러 단지가 동시 재건축이 진행되는 경쟁상황이라 타 아파트들과의 차별화를 위해 롯데건설에서 신경을 많이 썼다. 입주를 앞둔 2019년에 롯데건설에서 추가로 100억을 투자하여 세련된 외부 커튼월룩 및 내부 내장재 업그레이드 및 리조트 조경을 적용할 정도였다.
베네루체의 리조트 포레스트 조경은 [조경대상 수상]과 각종 상을 휩쓸었다.
롯데건설의 과감한 투자로 비슷한 시기 재건축된 주변 단지에 비해 조경이 확실히 화려하고 예쁘다. 20개 동마다 동별 정원을 설계하였고, 입구부터 조성된 단풍나무 터널길과 그 사이로 뻗어있는 약 100m의 캐스케이드와 팜가든(텃밭), 리조트풍의 아웃도어 퍼니쳐들이 배치되었다. 야간에도 조경을 감상할 수 있게 경관조명을 도입한 것이 특징이다. 인공 폭포형 정원과 허브 공원이 인기다.
외부 조경 외에도 exterior 커튼월 룩 및 color가 인근 단지에서 가장 고급스럽고 세련되었다. 또한 내부 interior 역시 모던하고 고급지다는 평이 많다. 타 아파트의 우드/체리톤에서 벗어나 세련된 모노톤의 인테리어로 젊은 30~40대 부부들에게 인기가 많은 편이다. 특히 내장재를 모두 한샘으로 구성하여 고급화된 설계에 방점을 찍었다. 커뮤니티 시설은 헬스장, 골프연습장, 사우나, 기구 필라테스 외에도 타 단지에는 없는 면역공방 등 고급화된 시설을 갖고 있다.

#### 2. 특화 시설
주변 단지와 차별화된 편의성과 고급화 특화 업그레이드된 시설이 많다.
- 세대별 전용 창고 : 1.5mx2.1m (고덕 지구내에서 가장 큰 사이즈 )
- 지하주차장 층고 2.4m : 택배차량이 지하로 들어갈 수 있는 높이 2.4m로 설계 (고덕 지구 유일, 타 단지 2.3m)
- 커뮤니티 시설 : 헬스장, 골프연습장, 사우나 (타 단지 대비 2배), 기구 필라테스, 다목적실, 열림실, 카페, 독서실, 면역공방
  - 면역공방 : 지구상에서 가장 오래된 돌인 파동석 스파를 즐기는 것으로, 베네루체의 면역공방은 하남 스타필드에 있는 고급 시설 브랜드를 들여온 것이다.
  - 독서실 :  타 커뮤니티 시설과 별도로 배치하여 조용하고 집중력있게 학습할 수 있도록 설계되었다.
  - 커뮤니티는 지하 연결 동이 있어 우천 시 지하로 들어갈 수 있도록 설계되었다.

#### 3. 학군
- 고덕지구에서 학군으로 유명한 아파트이다. 특히 베네루체 재건축 전 주공7단지였을 때는 7단지에서 학업성취도가 높은 명문학교인 한영중/고 배정률이 높아, 이곳을 보내기 위해 7단지로 이동하는 가정이 많았다고 한다.
- 고일 초는 학업성취도가 높아 주변 초등학교에서 가장 선호도가 높으며, 현재 학생수는 약 1,900여명으로 서울에서 학생수가 많은 편에 속한다.
- 중학교의 경우 한영중, 상일중 2군데로 나누어 배정되어 모두 도보권으로 걸어다닐 수 있다. 타 단지의 경우 고덕중이 배정되는 경우가 있어 버스를 타고 가야하지만 베네루체의 경우 위에 언급한 가장 가까운 중학교 2군데에 나누어 배정된다.
- 고등학교의 경우 선호되는 한영고, 한영외고, 상일여고와 가깝다.
  - 어린이집 : 서울 시립 어린이집 (단지내 위치)
  - 유치원 : 고덕유치원
  - 초등학교 : 서울고일초등학교 (도보 1~3분)
  - 중학교 : 한영중학교 (남녀공학), 상일중학교(남녀공학) (베네루체 학생들은 이 2군데에만 나누어 100% 배정)
  - 고등학교 : 한영고등학교 (남녀공학), 광문고등학교(남녀공학), 상일여자고등학교, 그 외 한영외고, 배재고, 강동고

- 학원가는 한영중쪽에 위치한 곳을 이용하면 편리하다. 학원가는 고덕역 쪽에 위치한 학원가를 이용하기 때문에 한영중 쪽으로 가면 된다.

#### 4. 주변 공공/체육 시설
베네루체를 끼고 상일동산/명일근린공원이 위치하여 리조트 조경에 백미를 더하고 있다. 또한 주변에 편의시설을 즐길 수 있는 도서관과 사회체육센터 및 복지센터가 위치하여 편리하게 이용 가능하다.
- 상일동 행정복지센터: 아파트 바로 건너편에 위치. 행정복지센터 내에는 게냇골 작은 도서관이 있어 도서 열람 및 대여가 가능하며 문화센터 강좌를 수강할 수 있다.
- 고덕사회체육센터: 행정복지센터 바로 옆 위치. 고덕사회체육센터는 리모델링을 마친 최신식 시설이며 5레인 수영장과 실내 농구장 등 다양한 체육시설을 갖추고 있다.
- 강동숲속 도서관(2024년 9월 오픈 예정): 베네루체에서 한영중으로 가는 길에 2024년 9월에 강동숲속도서관이 오픈한다.

#### 5. 교통
- 9호선 접근성이 좋다. 단지내에서 3323, 2312 버스를 타고 9호선 보훈병원 역에서 하차하여 바로 쉽게 9호선 이동이 가능하다.
  - 삼성까지 17분, 신논현까지 22분이 소요된다.
  - 수도권 전철 9호선 4단계 연장 시 더욱 가깝게 9호선 이동이 가능하다. 한영고역(2028년 개통 예정)으로 도보(870m)로 이동 가능하다.
- 5호선 상일동역은 도보 7~9분 소요된다.
  - 네이버 지도 경로(아이파크 옆길을 통해 상일역 7번출구로 가는 경로)로는 12분으로 노출되나 실제 베네루체 주민들은 정문에서 고일초 옆길로 이동하여 아르테온 공공보행로를 통과하여 상일역 5번 출구로 진입하는 경로를 이용하며, 도보 7-9분이 소요된다. 따라서 알려진 것보다 훨씬 가깝다.
- 서울 세종 고속도로 (2025년 개통)가 개통되면 베네루체는 세종시에서 근무하는 공무원들이 서울에 거주하면서 자차로 세종으로 출퇴근을 할 수 있는 가장 근거리의 유력한 단지로 예상된다. (자차로 서울 세종 74분)
- 현재 SK hynix(이천) 에서도 베네루체는 자차로 40여분 소요되는 거리로 SK hynix의 고소득/고학력 직장인들이 직주근접하여 서울에 거주할 수 있는 최 근접 희망 단지로 알려져있다.

##### 5.1 지선버스
- 9호선 보훈병원 역으로 이동이 편리하다. 단지내에서 3323, 2312 버스를 타고 9호선 보훈병원 역에서 내려 강남까지 30~40분 내로 이동할 수 있다.
- 특히 2312버스는 베네루체 단지를 끼고 정류장이 3개 위치하고 있어 단지 내 어느 동에 거주하든 편리하게 버스를 탈 수 있다.
  - 서울 버스 2312(중앙보훈병원역, 강일역), 서울 버스 3323(잠실새내역, 중앙보훈병원역, 상일역)
  - 서울 버스 3212, 서울 버스 3318, 서울 버스 3321, 서울 버스 3411, 서울 버스 3412, 서울 버스 3413

##### 5.2 도시철도
- 수도권 전철 5호선 상일동역 : 도보 8분 (네이버 지도에서 15분 정도로 나와있으나 베네루체 주민들은 정문에서 고일초 옆길로 걸어서 아르테온 공공보행로를 통과하여 상일역 5번 출구로 진입하는데 도보 8분 소요된다 )
- 수도권 전철 9호선 중앙보훈병원역 (5.1 참고)
- 수도권 전철 9호선 4단계 연장 시, 한영고역(2028년)으로 도보권 (약870m) 이동

##### 5.3 고속도로
- 수도권제1순환고속도로, [상일IC]
- 세종포천고속도로 (예정)

#### 6. 엔지니어링 복합단지
- 고덕비즈밸리 개발과 더불어 베네루체 바로 옆 상일 IC 주변 404번지 일대 7만8144㎡ 부지에 추가로 엔지니어링 복합단지 (삼성엔지니어링 소재)가 확대 & 조성되는 호재가 예정되어 있다.
- 엔지니어링 복합단지는 고부가가치 창출효과가 높은 엔지니어링 산업을 기반으로 3D설계, PM(프로덕트 매니저)관리, Q&M(유지·보수관리)을 접목한 디지털 엔지니어링 복합단지로 추가 확대 & 조성될 예정이다.
- 입주예정 기관은 산업통상자원부 산하기관인 ‘엔지니어링 공제조합’, 한국엔지니어링협회, 엔지니어링 설계지원센터, 한국생산기술연구원 창의엔지니어링센터 등이 확정되어 있다.
- 현재도 고덕 롯데캐슬 베네루체는 삼성 엔지니어링을 비롯, 상일 엔지니어링 단지에 직장을 가진 임직원들이 도보권 직주근접으로 가장 선호하는 단지로 알려져있다. 이에 더하여 엔지니어링 복합단지가 추가 조성되면 고덕비즈밸리, 첨단업무단지와 함께 탄탄한 경제 그린벨트가 완성되는 것으로 인근 고학력/고소득 임직원들의 직주근접에 더욱 적합

#### 7.  대형병원/문화/마트
- 이마트 명일점, IKEA 강동점(2024 오픈 예정), 하남 코스트코, 하남 스타필드 등이 근거리에 위치하여 매우 편리하다.
- 강동경희대학병원, 강동성심병원, 아산병원
- 강동아트센터